# Allium struzlianum
Allium struzlianum là một loài thực vật có hoa trong họ Amaryllidaceae. Loài này được Ogan. mô tả khoa học đầu tiên năm 1999.